# Hydranencefalia
Hydranencefalia – uszkodzenie, w którym w miejscu prawie wszystkich struktur nadnamiotowych, zwłaszcza unaczynionych przez tętnice przednią i środkową mózgu, znajduje się pęcherz o ścianie będącej blizną glejowo-mezodermalną nie zawierającą w swych ścianach elementów nerwowych.
Przyczyną zmian jest brak ukrwienia. Może być wynikiem zmian martwiczych wywołanych zakażeniem. W przypadkach hydrancefalii z dobrze zachowanymi strukturami podnamiotowymi, dzieci mogą przeżyć nawet kilka lat z uogólnionym zaburzeniem rozwoju lub głównie niedowładami czterokończynowymi. 